# Bloedblaarluis
Bloedblaarluis (Cryptomyzus ribis) is een plaag en veroorzaakt rode 'blaren' op het blad van rode, witte en soms op zwarte bes. 

## Waardplanten
De rode bes (Ribes rubrum) is de voorkeurssoort (inclusief variëteiten van witte bes), maar de bladluis is ook waargenomen op bergbessen (Ribes alpinum), wilde zwarte bes (Ribes americanum), gouden bes (Ribes aureum), zwarte bes (Ribes nigrum), Canadese kruisbes (Ribes oxyacanthoides), rotsbes (Ribes petraeum) en Europese kruisbes (Ribes uva-crispa).

## Kenmerken
Tekenen van Cryptomyzus ribis zijn bolvormige blaren op de bladeren van, voornamelijk rode en witte bessen. Aangetaste bladeren zijn herkenbaar aan zijn rode vlekken, de zogenaamde bloedblaren. Een zware aantasting veroorzaakt sterke verkleuring en verschrompeling van het blad. De bloedblaarluis scheidt honingdauw af waar roetdauwschimmel op kan groeien.
Volwassenen bladluizen zijn 1-2 mm. Tijdens de zomer verlaten sommige volwassen de gallen en migreren naar een secundaire gastheer, haagwondkruid (Stachys sylvatica), terwijl anderen achterblijven
Ze produceren allemaal meerdere generaties en in de herfst leggen vrouwtjes overwinterende eieren op aalbestakjes, die het volgende voorjaar uitkomen..

## Voorkomen
De soort komt van nature voor in het noordelijk Palearctisch gebied. In Europa komt hij voor in heel Scandinavië, Verenigd Koninkrijk, van daaruit naar het zuiden tot aan Hongarije. Oost door Noord-Azië naar Japan. Hij komt ook voor in Noord-Amerika.